# Ancara thoracica
Ancara thoracica är en fjärilsart som beskrevs av Moore. Ancara thoracica ingår i släktet Ancara och familjen nattflyn. Inga underarter finns listade i Catalogue of Life.